# Souto (Santa Maria da Feira)
Souto is een plaats (freguesia) in de Portugese gemeente Santa Maria da Feira en telt 4 835 inwoners (2001).